# Bustarviejo
Bustarviejo település Spanyolországban, Madrid tartományban. Bustarviejo Valdemanco, Navalafuente, Guadalix de la Sierra, Miraflores de la Sierra, Canencia és Garganta de los Montes községekkel határos. Lakosainak száma 2829 fő (2024).

## Népesség
A település népessége az utóbbi években az alábbiak szerint változott:
| Lakosok száma | 1528 | 1687 | 1984 | 2062 | 2266 | 2348 | 2399 | 2503 | 2706 | 2829 |
|               | 2001 | 2004 | 2007 | 2009 | 2012 | 2014 | 2017 | 2019 | 2022 | 2024 |